# Greger Falk
Kurt Bengt Greger Fredrik H:son Falk, född 13 mars 1910 i Visby, död 20 januari 1990 i Djursholm, var en svensk militär (generalmajor).

## Biografi
Falk avlade studentexamen i Stockholm 1928 och blev fänrik vid Norrbottens regemente (I 19) 1931. Falk blev löjtnant i flygvapnet 1936. Under 1939-1940 deltog Falk som frivilligsoldat i Svenska frivilligflottiljen i Finland vid Sallafronten.
Tillbaka i Sverige utnämndes han till kapten 1940, major 1944, överstelöjtnant 1947, överste 1951 och generalmajor 1959. Han gick på Flygkrigshögskolan 1943, Militärhögskolan 1954 och 1959. Falk var chef för Södermanlands flygflottilj 1949–1951, souschef vid flygstaben 1951–1953 och inspektör för luftbevakningen 1953–1957. Han var chef för Fjärde flygeskadern 1957–1961, souschef vid Flygförvaltningen 1961–1963 samt chef där 1963–1967. I egenskap av souschef och chef vid Flygförvaltningen var han ledamot av Försvarets förvaltningsdirektion 1961-1967. Därefter blev han generalmajor i reserven. Efter pensioneringen arbetade han som konsult vid Standard Radio & Telefon AB 1967–1975.
Han var militär rådgivare vid Instituut voor Tuinbouwtechniek i Nederländerna från 1967 samt var styrelseledamot i Försvarets forskningsanstalt och flygtekniska försöksanstalten 1961–1967. Falk blev ledamot av Kungliga Krigsvetenskapsakademien 1952.
Falk var son till generalmajoren Hjalmar Falk och Kerstin, född Söderberg. Han gifte sig 1936 med Margit Holmberg (1917–1994), dotter till disponenten Harald Holmberg och Annie, född Wersén. Han var far till Monica (född 1938) och Ingela (född 1942). Falk avled 1990 och gravsattes på Djursholms begravningsplats.

## Utmärkelser
Falks utmärkelser:
- Kommendör av 1. klass av Svärdsorden (KSO1kl)
- Riddare av Vasaorden (RVO)
- Riddare av Danska Dannebrogorden (RDDO)
- Finska Frihetskorsets orden av 4. klass med svärd (FFrK4klmsv)